# 655 v.Chr.

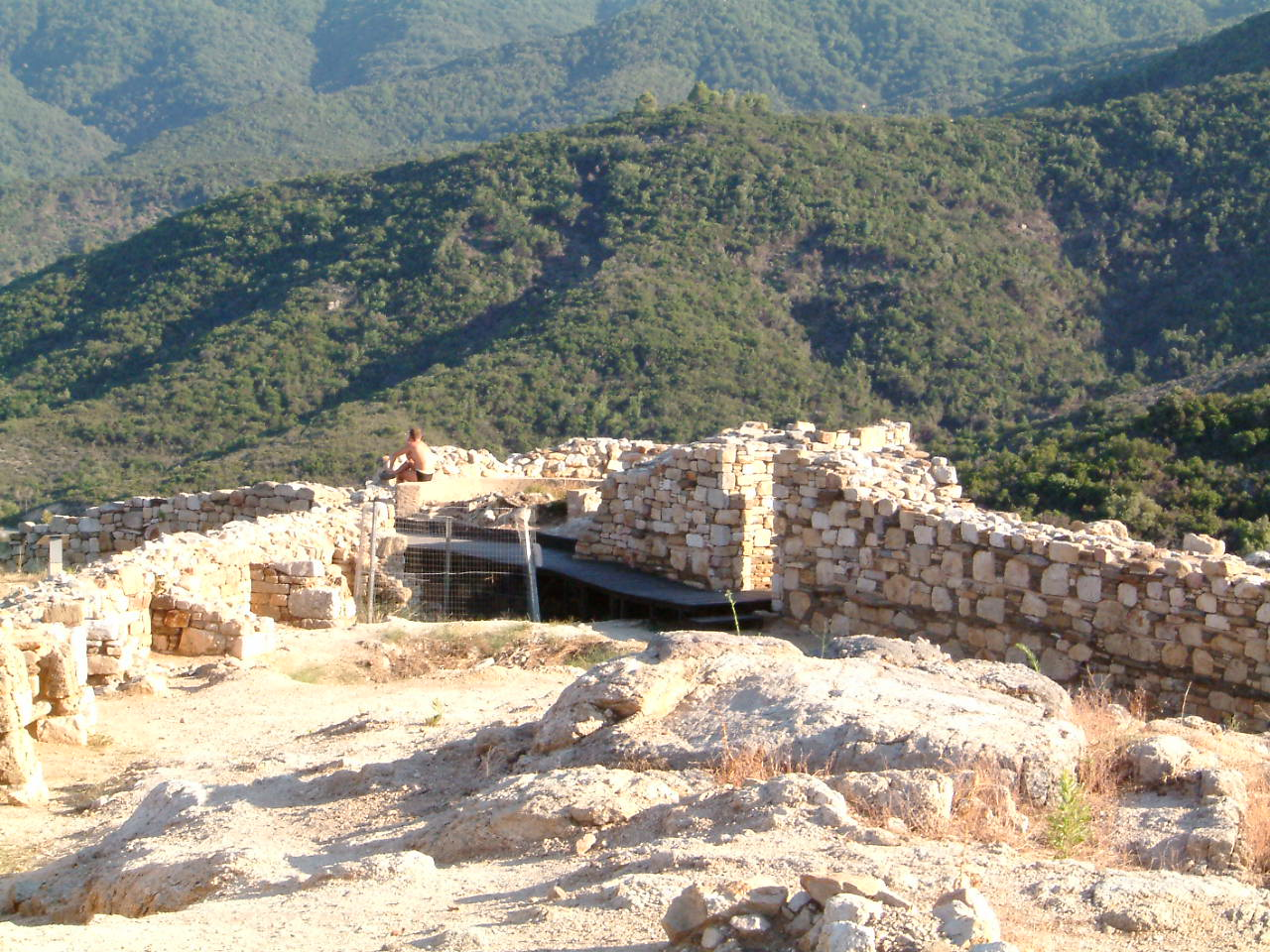
De vestingsmuur van Stageira (Griekenland)

Het jaar 655 v.Chr. is een jaartal volgens de christelijke jaartelling.

## Gebeurtenissen

### Egypte
- Farao Psammetichus I verdrijft met steun van Griekse en Carische huurlingen de Assyriërs uit de Nijl-delta en achtervolgt ze tot Ashdod (huidige Israël).

### Griekenland
- De stad Stageira, gelegen aan het schiereiland Chalcidice, wordt gesticht door Ionische kolonisten uit Andros.